# Nafije Zogu
Prinsessan Nafije Zogu, född 1896, död 1955, var en albansk prinsessa, den andra av sex systrar till kung Ahmet Zogu av Albanien. Hon var dotter till Xhemal Pasha Zogolli, hövding av Mati, och Sadije Hanëm Zogolli. Vid hennes brors trontillträde 1928 fick hennes mor titeln drottningmoder, medan hennes halvbror Xhelal blev prins, och hon själv och hennes fem systrar fick titeln prinsessa. 
Nafije gifte sig med Cena Bey Kryeziu, guvernör i Shkodra och sedan minister. Maken kom i konflikt med hennes bror och sköts 1927. Detta ska ha förorsakat Nafije en depression och bidragit till hennes isolativa livsstil. Hennes son Tati utpekas som en favorit hos hennes bror kungen.   
Medan kungens fyra yngre systrar Senije Zogu, Myzejen Zogu, Ruhije Zogu och Maxhide Zogu fick spela en viktig offentlig roll i den kungliga representationen, levde hans två äldre systrar Adile Zogu och Nafije Zogu till stor del ett tillbakadraget liv och syntes bara vid enstaka tillfällen i det offentliga livet. Adile Zogu fick dock uppgiften att organisera det kungliga hushållet och hovet, medan Nafije beskrivs som den mest tillbakadragna av alla systrarna. Liksom sina systrar bar hon dock inte slöja utan följde direktivet om slöjförbudet från 1937 för att utgöra ett gott exempel och förebild. 
Vid andra världskrigets utbrott 1939 lämnade hon tillsammans med den övriga kungafamiljen Albanien och flyttade till Storbritannien. Hon levde sedan med Zog och den övriga före detta kungliga familjen under deras vistelse i Egypten 1946-1955, där hon avled.